# A skót zászlók képtára
Ez a galéria Skócia zászlóit mutatja be. Egyes zászlókat nemcsak Skóciában, hanem az Egyesült Királyságban is használják. Lásd még: A brit zászlók képtára

## Nemzeti zászló
| Zászló | Dátum     | Használat                                                             | Leírás |
| ------ | --------- | --------------------------------------------------------------------- | --- |
|        | 900 körül | Skócia zászlaja, Szent András Kereszt illetve Saltire néven is ismert | A skót zászlóban szerepel egy fehér andráskereszt (lat. Crux decussata = X alakú kereszt), amely Skócia védőszentjének, a mártír Szent Andrásnak a keresztjét jelképezi, kék mezőben |

## Királyi család zászlói
| Zászló | Dátum  | Használat                                      | Leírás                                                 |
| ------ | ------ | ---------------------------------------------- | ------------------------------------------------------ |
|        | 1837   | Wessex grófjának lobogója                      |                                                        |
|        | c.1930 | A Királyi lobogó, Skóciában használt változata | A királynő címerének (a Skót Királyi Címernek) bannere |
|        |        | Rothesay hercegének lobogója                   |                                                        |
|        | 1323   | Skócia Királyi lobogója                        |                                                        |

## Kormány
| Zászló | Dátum | Használat                                                                          | Leírás                                                              |
| ------ | ----- | ---------------------------------------------------------------------------------- | ------------------------------------------------------------------- |
|        |       | A Scottish Fisheries Protection Agency (Skót Halászati Területeket Védő Ügynökség) | Kék felségjel rajta a Scottish Fisheries Protection Agency jelvénye |

## Regionális
| Zászló | Dátum | Használat                | Leírás                                             |
| ------ | ----- | ------------------------ | -------------------------------------------------- |
|        |       | Orkney-szigetek zászlaja | Sárga szegélyű kék skandináv kereszt a vörös mezőn |
|        |       | Shetland zászlaja        | Fehér skandináv kereszt a világoskék mezőn         |
|        |       | Barra                    | Fehér skandináv kereszt a zöld mezőn               |

## Egyház
| Zászló | Dátum | Használat              | Leírás                                   |
| ------ | ----- | ---------------------- | ---------------------------------------- |
|        |       | A Skót Egyház zászlaja | Skócia zászlaja középen egy égő bokorral |

### Történelmi zászló
| Zászló | Dátum | Használat                                                     | Leírás                                               |
| ------ | ----- | ------------------------------------------------------------- | ---------------------------------------------------- |
|        |       | Skót Vörös Felségjelzés, a Királyi Skót Tengerészet használta | Vörös felségjelzés Skócia zászlajával a felsőszögben |